# Paul Vandenberg
Paul Vandenberg, noto anche come Paul Van Den Berg (Saint-Gilles, 11 ottobre 1936), è un ex calciatore belga, di ruolo centrocampista.